# Nahr-e Owj Albuhieh
Nahr-e Owj Albuhieh (em persa: نهرعوج البوحيه, também romanizada como Nahr-e ‘Owj Albūḥīeh; também conhecida como Rūstā-ye ‘Owj) é uma aldeia do distrito rural de Nasar, no condado de Abadan, na província de Khuzistão, Irã.
Segundo o censo de 2006, sua população era de 136 habitantes, em 29 famílias.